# Thomas Muster
Thomas Muster (Leibnitz, 2 de outubro de 1967) é um ex-tenista profissional austríaco que foi, por certo tempo, número 1 na ATP.
Seus anos de maiores vitórias foram os anos 1996 e 1997. Foi tricampeão (1992/95/96) do Torneio de Monte Carlo Masters, bicampeão (1995/96) do Rome Masters e bicampeão (1995/96) do Estoril Open. Venceu em 1995 o Madrid Masters. Em 1997 venceu Miami Masters.
Em 1995 venceu seu único torneio de Grand Slam, o Torneio de Roland-Garros. Em 2010 voltou a disputar um torneio profissional no challenger de Braunsweig.

## Grand Slam e Masters Series finais

### Grand Slam finais

#### Simples: 1 (1–0)
| Resultado | Ano  | Campeonato    | Piso   | Oponente      | Placar        |
| --------- | ---- | ------------- | ------ | ------------- | ------------- |
| Campeão   | 1995 | Roland Garros | Saibro | Michael Chang | 7–5, 6–2, 6–4 |

### Masters Series finais

#### Simples: 10 (8–2)
| Resultado | Ano  | Campeonato   | Piso    | Oponente           | Placar                       |
| --------- | ---- | ------------ | ------- | ------------------ | ---------------------------- |
| Vice      | 1990 | Monte Carlo  | Saibro  | Andrei Chesnokov   | 5–7, 3–6, 3–6                |
| Campeão   | 1990 | Rome         | Saibri  | Andrei Chesnokov   | 6–1, 6–3, 6–1                |
| Campeão   | 1992 | Monte Carlo  | Saibro  | Aaron Krickstein   | 6–3, 6–1, 6–3                |
| Campeão   | 1995 | Monte Carlo  | Saibro  | Boris Becker       | 4–6, 5–7, 6–1, 7–6(8–6), 6–0 |
| Campeão   | 1995 | Rome         | Saibro  | Sergi Bruguera     | 3–6, 7–6(7–5), 6–2, 6–3      |
| Campeão   | 1995 | Essen        | Carpete | MaliVai Washington | 7–6(8–6), 2–6, 6–3, 6–4      |
| Campeão   | 1996 | Monte Carlo  | Saibro  | Albert Costa       | 6–3, 5–7, 4–6, 6–3, 6–2      |
| Campeão   | 1996 | Roma         | Saibro  | Richard Krajicek   | 6–2, 6–4, 3–6, 6–3           |
| Campeão   | 1997 | Key Biscayne | Duro    | Sergi Bruguera     | 7–6(8–6), 6–3, 6–1           |
| Vice      | 1997 | Cincinnati   | Duro    | Pete Sampras       | 3–6, 4–6                     |

## ATP finais

### Simples: 55 (44–11)
| Legenda                       |
| ----------------------------- |
| Grand Slam (1–0)              |
| Tennis Masters Cup (0–0)      |
| ATP Masters Series (8–2)      |
| ATP Championship Series (4–0) |
| ATP Tour (31–9)               |

| Títulos por Piso |
| ---------------- |
| Duro (3–3)       |
| Grama (0–0)      |
| Saibro (40–5)    |
| Carpete (1–3)    |

| Resultado | N.  | Data              | Campeonato              | Piso    | Oponente               | Placar                       |
| --------- | --- | ----------------- | ----------------------- | ------- | ---------------------- | ---------------------------- |
| Campeão   | 1.  | 3 Agosto 1986     | Hilversum               | Saibro  | Jakob Hlasek           | 6–1, 6–3, 6–3                |
| Campeão   | 2.  | 10 Julho 1988     | Boston                  | Saibro  | Lawson Duncan          | 6–2, 6–2                     |
| Campeão   | 3.  | 31 Julho 1988     | Bordeaux                | Saibro  | Ronald Agénor          | 6–3, 6–3                     |
| Campeão   | 4.  | 14 Agosto 1988    | ATP de Praga            | Saibro  | Guillermo Pérez-Roldán | 6–4, 5–7, 6–2                |
| Vice      | 1.  | 18 Setembro 1988  | Barcelona               | Saibro  | Kent Carlsson          | 3–6, 3–6, 6–3, 1–6           |
| Campeão   | 5.  | 25 Setembro 1988  | Bari                    | Saibro  | Marcelo Filippini      | 2–6, 6–1, 7–5                |
| Vice      | 2.  | 23 Outubro 1988   | Vienna                  | Carpete | Horst Skoff            | 6–4, 3–6, 4–6, 2–6           |
| Vice      | 3.  | 2 Abril 1989      | Miami                   | Duro    | Ivan Lendl             | W/O                          |
| Campeão   | 6.  | 7 Janeiro 1990    | Adelaide                | Duro    | Jimmy Arias            | 3–6, 6–2, 7–5                |
| Campeão   | 7.  | 11 Março 1990     | Casablanca              | Saibro  | Guillermo Pérez-Roldán | 6–1, 6–7(6–8), 6–2           |
| Vice      | 4.  | 29 Abril 1990     | Monte Carlo             | Saibro  | Andrei Chesnokov       | 5–7, 3–6, 3–6                |
| Vice      | 5.  | 6 Maio 1990       | Munique                 | Saibro  | Karel Nováček          | 4–6, 2–6                     |
| Campeão   | 8.  | 20 Maio 1990      | Roma                    | Saibro  | Andrei Chesnokov       | 6–1, 6–3, 6–1                |
| Campeão   | 9.  | 16 Junho 1991     | Florença                | Saibro  | Horst Skoff            | 6–2, 6–7(2–7), 6–2           |
| Campeão   | 10. | 15 Setembro 1991  | Geneva                  | Saibro  | Horst Skoff            | 6–2, 6–4                     |
| Campeão   | 11. | 26 Abril 1992     | Monte Carlo             | Saibro  | Aaron Krickstein       | 6–3, 6–1, 6–3                |
| Campeão   | 12. | 14 Junho 1992     | Florença                | Saibro  | Renzo Furlan           | 6–3, 1–6, 6–1                |
| Campeão   | 13. | 30 Agosto 1992    | Umag                    | Saibro  | Franco Davín           | 6–1, 4–6, 6–4                |
| Vice      | 6.  | 17 Janeiro 1993   | Sydney                  | Duro    | Pete Sampras           | 6–7(7–9), 1–6                |
| Campeão   | 14. | 28 Fevereiro 1993 | Abierto Mexicano TELCEL | Saibro  | Carlos Costa           | 6–2, 6–4                     |
| Campeão   | 15. | 13 Junho 1993     | Florença                | Saibro  | Jordi Burillo          | 6–1, 7–5                     |
| Campeão   | 16. | 20 Junho 1993     | Genoa                   | Saibro  | Magnus Gustafsson      | 7–6(7–3), 6–4                |
| Campeão   | 17. | 8 Agosto 1993     | Kitzbühel               | Saibro  | Javier Sánchez         | 6–3, 7–5, 6–4                |
| Campeão   | 18. | 15 Agosto 1993    | San Marino              | Saibro  | Renzo Furlan           | 7–5, 7–5                     |
| Campeão   | 19. | 29 Agosto 1993    | Umag                    | Saibro  | Alberto Berasategui    | 7–5, 3–6, 6–3                |
| Campeão   | 20. | 3 Outubro 1993    | Palermo                 | Saibro  | Sergi Bruguera         | 7–6(7–2), 7–5                |
| Vice      | 7.  | 24 Outubro 1993   | Viena                   | Carpete | Goran Ivanišević       | 6–4, 4–6, 4–6, 6–7(3–7)      |
| Campeão   | 21. | 27 Fevereiro 1994 | Cidade do México        | Saibro  | Roberto Jabali         | 6–3, 6–1                     |
| Campeão   | 22. | 1 Maio 1994       | Madrid                  | Saibro  | Sergi Bruguera         | 6–2, 3–6, 6–4, 7–5           |
| Campeão   | 23. | 19 Junho 1994     | Sankt Pölten            | Saibro  | Tomás Carbonell        | 4–6, 6–2, 6–4                |
| Campeão   | 24. | 5 Março 1995      | Cidade do México        | Saibro  | Fernando Meligeni      | 7–6(7–4), 7–5                |
| Campeão   | 25. | 9 Abril 1995      | Estoril                 | Saibro  | Albert Costa           | 6–4, 6–2                     |
| Campeão   | 26. | 16 Abril 1995     | Barcelona               | Saibro  | Magnus Larsson         | 6–2, 6–1, 6–4                |
| Campeão   | 27. | 30 Abril 1995     | Monte Carlo             | Saibro  | Boris Becker           | 4–6, 5–7, 6–1, 7–6(8–6), 6–0 |
| Campeão   | 28. | 21 Maio 1995      | Roma                    | Saibro  | Sergi Bruguera         | 3–6, 7–6(7–5), 6–2, 6–3      |
| Campeão   | 29. | 11 Junho 1995     | Roland Garros           | Saibro  | Michael Chang          | 7–5, 6–2, 6–4                |
| Campeão   | 30. | 25 Junho 1995     | Sankt Pölten            | Saibro  | Bohdan Ulihrach        | 6–3, 3–6, 6–1                |
| Campeão   | 31. | 23 Julho 1995     | Stuttgart Outdoor       | Saibro  | Jan Apell              | 6–2, 6–2                     |
| Vice      | 8.  | 6 Agosto 1995     | Kitzbühel               | Saibro  | Albert Costa           | 6–4, 4–6, 6–7(3–7), 6–2, 4–6 |
| Campeão   | 32. | 13 Agosto 1995    | San Marino              | Saibro  | Andrea Gaudenzi        | 6–2, 6–0                     |
| Campeão   | 33. | 27 Agosto 1995    | Umag                    | Saibro  | Carlos Costa           | 3–6, 7–6(7–5), 6–4           |
| Campeão   | 34. | 17 Setembro 1995  | Bucareste               | Saibro  | Gilbert Schaller       | 6–3, 6–4                     |
| Vice      | 9.  | 22 Outubro 1995   | Vienna                  | Carpete | Filip Dewulf           | 5–7, 2–6, 6–1, 5–7           |
| Campeão   | 35. | 29 Outubro 1995   | Essen                   | Carpete | MaliVai Washington     | 7–6(8–6), 2–6, 6–3, 6–4      |
| Campeão   | 36. | 10 Março 1996     | Cidade do México        | Saibro  | Jiří Novák             | 7–6(7–3), 6–2                |
| Campeão   | 37. | 14 Abril 1996     | Estoril                 | Saibro  | Andrea Gaudenzi        | 7–6(7–4), 6–4                |
| Campeão   | 38. | 21 Abril 1996     | Barcelona               | Saibro  | Marcelo Ríos           | 6–3, 4–6, 6–4, 6–1           |
| Campeão   | 39. | 28 Abril 1996     | Monte Carlo             | Saibro  | Albert Costa           | 6–3, 5–7, 4–6, 6–3, 6–2      |
| Campeão   | 40. | 19 Maio 1996      | Roma                    | Saibro  | Richard Krajicek       | 6–2, 6–4, 3–6, 6–3           |
| Campeão   | 41. | 21 Julho 1996     | Stuttgart Outdoor       | Saibro  | Yevgeny Kafelnikov     | 6–2, 6–2, 6–4                |
| Campeão   | 42. | 15 Setembro 1996  | Bogotá                  | Saibro  | Nicolás Lapentti       | 6–7(6–8), 6–2, 6–3           |
| Campeão   | 43. | 16 Fevereiro 1997 | Dubai                   | Duro    | Goran Ivanišević       | 7–5, 7–6(7–3)                |
| Campeão   | 44. | 30 Março 1997     | Miami                   | Duro    | Sergi Bruguera         | 7–6(8–6), 6–3, 6–1           |
| Vice      | 10. | 10 Agosto 1997    | Cincinnati              | Duro    | Pete Sampras           | 3–6, 4–6                     |
| Vice      | 11. | 12 Abril 1998     | Estoril                 | Saibro  | Alberto Berasategui    | 6–3, 1–6, 3–6                |